# Naomi Alderman
 Naomi Alderman (Londres, 1974) es una escritora británica  y  diseñadora de  videojuegos. Su novela The Power (2016), ganó el ‘’Baileys Women's Prize for Fiction’’ en 2017.

## Obras
- 2007 : Disobedience
- 2010 : The Lessons
- 2011 : Doctor Who: Borrowed Time
- 2014 : The Liars' Gospel
- 2016 : The Power

## Adaptaciones

### Cine
- ‘’Disobedience’’, filme estadounidense de Sebastián Lelio,.<ref>(en inglés) Disobedience sur IMDb</reft

"The power", filme estadounidense de Amazon prime video